# Troy Brown
Troy Randall Brown Jr (ur. 28 lipca 1999 w Las Vegas) – amerykański koszykarz, występujący na pozycjach obrońcy oraz skrzydłowego, od 2024 zawodnik zespołu Detroit Pistons.

## Kariera sportowa
W 2015 zdobył srebrny medal podczas turnieju Nike Global Challenge. Rok później uzyskał złoty medal podczas imprezy Adidas Nations.
W 2017 wystąpił w meczach wschodzących gwiazd - Nike Hoop Summit, Jordan Brand Classic oraz McDonald’s All-American. Został też wybrany zawodnikiem roku szkół średnich stanu Nevada (Nevada Gatorade Player of the Year).
Jego ojciec grał w koszykówkę na uczelni Texas A&M University-Kingsville, natomiast matka była biegaczką.
25 marca 2021 został wytransferowany do Chicago Bulls. 1 lipca 2022 dołączył do Los Angeles Lakers. 9 lipca 2023 został zawodnikiem Minnesoty Timberwolves. 7 lutego 2024 trafił do Detroit Pistons.

## Osiągnięcia
Stan na 4 marca 2024, na podstawie, o ile nie zaznaczono inaczej.
NCAA
- Uczestnik II rundy turnieju National Invitation Tournament (NIT - 2018)
- Zaliczony do składu Pac-12 All-Freshman Team Honorable Mention (2018)

Reprezentacja
- Mistrz świata U–17 (2016)